# Clathria originalis
Clathria originalis är en svampdjursart som först beskrevs av De Laubenfels 1930.  Clathria originalis ingår i släktet Clathria och familjen Microcionidae.
Artens utbredningsområde är Kalifornien. Inga underarter finns listade i Catalogue of Life.